# Craig Green
Craig Andrew Green (ur. 30 czerwca 1964) – australijski zapaśnik walczący w stylu wolnym. Olimpijczyk z Los Angeles 1984, gdzie odpadł w eliminacjach w kategorii 74 kg.
Zajął osiemnaste miejsce na mistrzostwach świata w 1982. Czwarty na igrzyskach Wspólnoty Narodów w 1982. Mistrz Wspólnoty Narodów w 1985 roku.